# Liste der Stolpersteine in Harsewinkel
In der Liste der Stolpersteine in Harsewinkel werden die vorhandenen Gedenksteine aufgeführt, die im Rahmen des Projektes Stolpersteine des Künstlers Gunter Demnig bisher in Harsewinkel verlegt worden sind.

## Verlegte Stolpersteine
| Adresse               | Name          | Inschrift                                                           | Verlegedatum  | Bild | Anmerkung                            |
| --------------------- | ------------- | ------------------------------------------------------------------- | ------------- | ---- | ------------------------------------ |
| Kirchplatz (Standort) | Salomon Lorch | Hier wohnte Salomon Lorch Jg. 1876 deportiert 1941 ermordet in Riga | 15. Dez. 2016 |      | geboren am 21.09.1876 in Harsewinkel |